# Amore a 39 gradi
Amore a 39 gradi (Gölgede 39 Derece) è un film turco del 2024 diretto da Tunç Şahin.

## Trama
Kumru è una giovane avvocatessa di Istanbul che ritorna a Smirne per lavorare su un complicato caso di divorzio. Durante il suo lavoro incontra Fatih, un musicista, che si ritrova a farle da autista, il quale le da una mano a trovare delle prove sul caso di divorzio.

## Distribuzione
Il film, girato tra i mesi di luglio e agosto del 2024 tra Istanbul e Smirne, è stato distribuito sulla piattaforma Prime Video il 6 dicembre dello stesso anno.